# Бонёр, Раймон
Раймон Бонёр (фр. Oscar-Raymond Bonheur; Оскар-Раймон Бонёр; 1796—1849) — французский художник. Отец художников Розы Бонёр (1822—1899), Огюста Бонёр (1824—1884), Жюльет Бонёр (1830—1891) и скульптора Исидора Бонёр (1827—1901).

## Биография
Раймон Бонёр родился в 1796 году. Основным направлением живописи избрал пейзаж и портрет. Был последователем сенсимонизма. Ушёл из семьи, оставив свою жену Софи и четверых детей, чтобы присоединиться к общине сенсимонистов, где все ученики называли друг друга братьями и даже носили специальную униформу, которая застегивалась на спине, чтобы подчеркнуть необходимость в товарищеской общности.
Когда Софи умерла от туберкулёза, Раймон отправил двух своих сыновей в школу-интернат, Жюльетту — жить в семью друга, а Роза осталась со своим отцом.
Умер в 1849 году.